# Teatro Rosalía de Castro (la Corunya)
El Teatro Rosalía de Castro és un teatre situat al nucli antic de la ciutat de la Corunya, a Galícia. A més d'un espai per a representacions teatrals i concerts, a les seves dependències també hi trobem des de 1994 la Biblioteca de la Diputació Provincial de la Corunya.

## Història
La història d'aquest espai es remunta a 1838 quan l'Ajuntament adquireix el solar de l'antiga església de San Xurxo (Sant Jordi) per a construir-hi un teatre. El 1841 finalitzen les obres del Teatro Nuevo o Teatro Principal, el 1867 el teatre és destruït per un incendi, un any més tard és reconstruït i el 1909 pren el nom de Teatro Rosalía de Castro. Un any més tard s'hi fan projeccions cinematogràfiques.

## Característiques
Està situat en el centre de la ciutat i molt pròxim a la plaça de María Pita. El seu escenari fa 150 m² i té un aforament de 712 localitats.